# Badefrid
Badefrid (ou Badefroi, Baufroi) est un seigneur d'Hesdin du VIIe siècle. Membre de la noblesse d'une région située au cœur de la future province d'Artois et du futur département du Pas-de-Calais, il a fait partie de l'entourage de Dagobert Ier. Il est le père de sainte Austreberthe de Pavilly.

## Biographie
Badefrid est dit « comte » d'Hesdin au VIIe siècle, c'est-à-dire de l'ancienne bourgade d'Hesdin (Vieil-Hesdin), détruite par Charles Quint en 1553 en même temps que Thérouanne.
L'histoire d'Hesdin avant le XIe siècle demeure discutée, les preuves manquent. Plusieurs versions existent,, mais Robresse, descendante d'un comte de Boulogne (Robert IV ? Ligier Ier comte en 511 ?) et de Ternois, aurait reçu la région d'Hesdin, à l'occasion de son mariage à la fin du VIe siècle, avec le comte de Vermandois, fils de Wagon, comte de Ponthieu,. Robresse aurait ainsi été la première « comtesse » d'Hesdin,. Ce titre de « comte » n'aurait eu qu'une valeur honorifique ou fonctionnelle, le comté d'Hesdin n'apparait de façon sûre qu'au XIe siècle,.
Robresse laissa ensuite Hesdin à son fils Badefroi (ou Badefrid). Badefrid a pour frère Rigobert, qui aurait reçu le Ponthieu, lequel Rigobert est le père de la sainte Berthe de Blangy.
Badefrid, « comte » d'Hesdin, seigneur de Marconne, réside dans son château de Marconne, bâti sur une colline entre les vallées de la Canche et de la Ternoise. Les possessions de Badefrid recouvrent l'actuel village de Marconne, mais aussi ceux de Marconnelle, Sainte-Austreberthe et Vieil-Hesdin.
Badefrid et son épouse érigent à Marconne une église dédiée à Marie,. Ils auraient également doté Capelle-lès-Hesdin d'une église.
Vers 632, Badefrid est à la cour de Dagobert Ier exerçant la fonction de comte palatin, ou comte du palais, c'est-à-dire conseiller du souverain ayant certaines responsabilités dans son palais,. Il est également dit « parent » de Dagobert. Il est décrit comme un personnage de mérite, honnête, vertueux, peu sensible aux artifices de la cour royale, d'une piété affirmée.
D'autres sources, pas plus sûres que les précédentes, le disent maire du palais d'un Thierry, roi d'Austrasie, ou encore maire du palais de Childéric II, petit-fils de Dagobert,, sans tenir compte du partage des royaumes francs entre Neustrie, à laquelle appartenait la région d'Hesdin, et Austrasie, détenue par Thierry.
L'auteur de De morinis et morinorum rebus, Jacques Malbrancq, dit que Badefrid a été admis parmi les saints mais rien ne le prouve et aucun culte n'est célébré autour de son nom. En revanche, son épouse a été sanctifiée.
On avance également que Badefrid était de sang royal, même si aucune source n'indique la généalogie prouvant son ascendance. Néanmoins, on  voit une confirmation de cette haute origine, dans sa fonction de comte palatin, dignité uniquement confiée aux grands seigneurs du royaume et dans le fait qu'il a épousé une dame descendant des rois d'Allemagne, ce qui laisse augurer qu'il était lui-même de haute ascendance,.
Badefrid et son épouse sont dits au dessus des autres par leur naissance mais encore plus par leurs vertus de charité, de justice, de générosité.
La date de la mort de Badefrid est ignorée. Il aurait été inhumé dans l'église du monastère fondé à Marconne par sa fille Austreberthe ou dans l'église de Marconne.

## Mariage et descendance
Badefrid a pris pour femme Framehilde ou Frameuse, ultérieurement admise parmi les saintes sous ce dernier prénom.

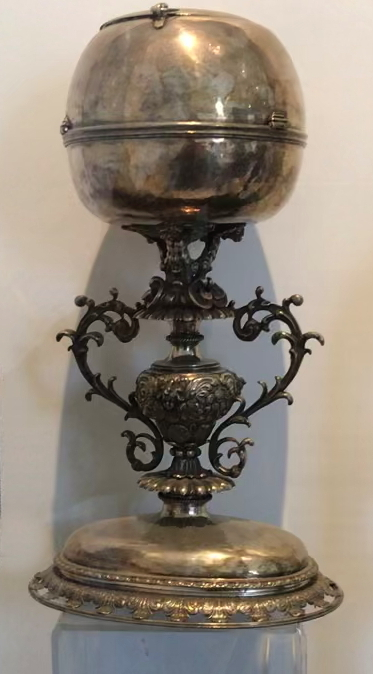
Chef-reliquaire de Sainte Frameuse (attribué à l'orfèvre Claude Depoilly, 1661). Musée de la citadelle de Montreuil-sur-Mer

Le couple donne naissance à une fille Austreberthe, née, selon les sources, vers 633, ou en 630 à Thérouanne ou à Marconne. Les parents d'Austreberthe songent à la marier à un homme de son rang, mais ne vont pas s'opposer lorsqu'elle affirme sa volonté d'entrer en religion. Elle est ultérieurement admise parmi les saintes sous le nom d'Austreberthe de Pavilly. Austreberthe ouvre un couvent à Marconne, grâce à un don de terres par son père ou en convertissant le château de son père.
Badefrid et Framehilde ont eu un autre enfant Adascaire ou Adalsgaire ou Adalscar, marié à Anéglie ou Oglie. Adalsgaire, futur « comte » d'Hesdin, et seigneur d'Auchy-lès-Hesdin aurait fondé avec sa femme l'abbaye d'Auchy-lès-Hesdin ou Auchy-les-Moines.
Sainte Framehilde, morte en 683 ou 685, a été inhumée dans l'église de Marconneou dans l'église du monastère fondé à Marconne par Austreberthe. Un chef-reliquaire ayant pu contenir ses restes est exposé au musée de la citadelle de Montreuil-sur-Mer.